# Arquidiócesis de Catanzaro-Squillace
La arquidiócesis de Catanzaro-Squillace (en latín: Archidioecesis Catacensis-Squillacensis y en italiano: Arcidiocesi di Catanzaro-Squillace) es una circunscripción eclesiástica de la Iglesia católica en Italia. Se trata de una arquidiócesis latina, sede metropolitana de la provincia eclesiástica de Catanzaro-Squillace. Desde el 29 de noviembre de 2021 su arzobispo es Claudio Maniago.

## Territorio y organización

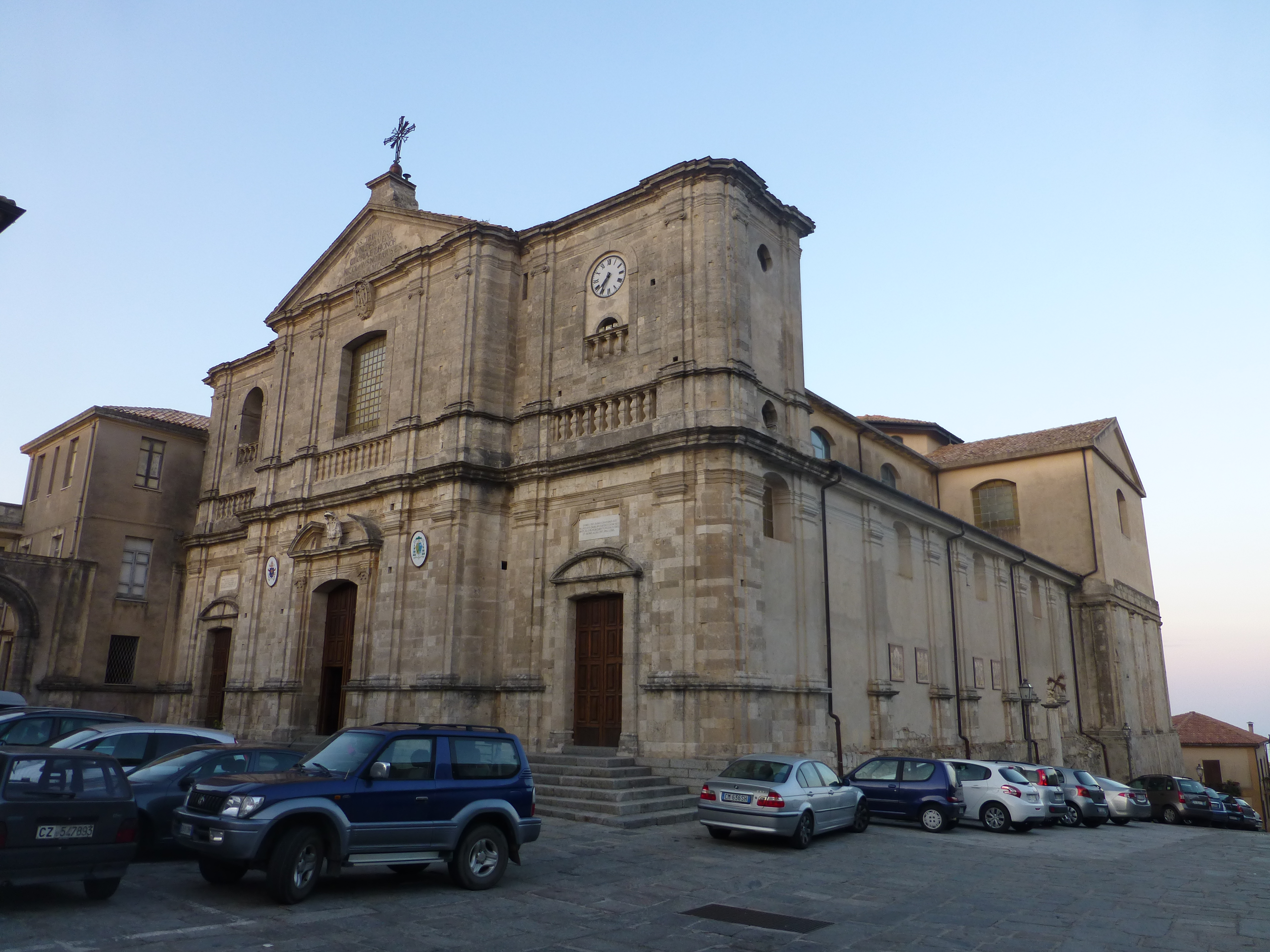
Concatedral de Santa María Asunta, en Squillace

La arquidiócesis tiene 1806 km² y extiende su jurisdicción sobre los fieles católicos de rito latino residentes en 57 comunas de la región de Calabria:
- en la provincia de Catanzaro: Albi, Amaroni, Argusto, Badolato, Borgia, Caraffa di Catanzaro, Cardinale, Carlopoli, Catanzaro, Cenadi, Centrache, Chiaravalle Centrale, Cicala, Cropani, Davoli, Fossato Serralta, Gagliato, Gasperina, Gimigliano, Girifalco, Guardavalle, Isca sullo Ionio, Magisano, Montauro, Montepaone, Olivadi, Palermiti, Pentone, Petrizzi, San Floro, San Sostene, San Vito sullo Ionio, Santa Caterina dello Ionio, Sant'Andrea Apostolo dello Ionio, Satriano, Sellia, Sellia Marina, Sersale, Settingiano, Simeri Crichi, Sorbo San Basile, Soverato, Soveria Simeri, Squillace, Stalettì, Taverna, Torre di Ruggiero, Vallefiorita y Zagarise;
- en la provincia de Vibo Valentia: Brognaturo, Fabrizia, Mongiana, Nardodipace, Serra San Bruno, Simbario y Spadola;
- en la provincia de Cosenza: Panettieri.

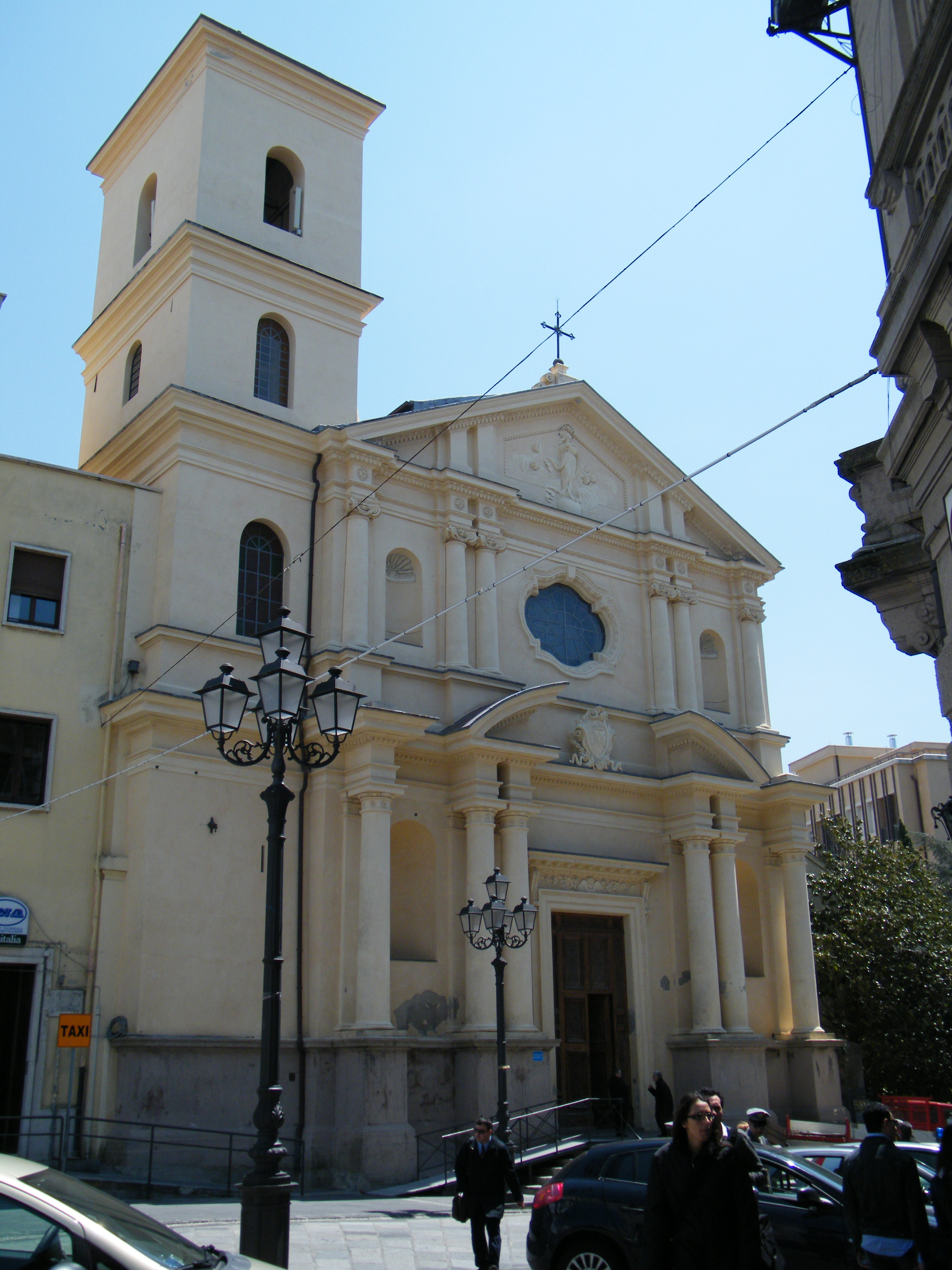
Basílica de María Santísima Inmaculada, en Catanzaro

La sede de la arquidiócesis se encuentra en la ciudad de Catanzaro, en donde se halla la Catedral de Santa María Asunta y de los Santos Pedro y Pablo y la basílica de María Santísima Inmaculada. En Squillace se halla la Concatedral de Santa María Asunta.

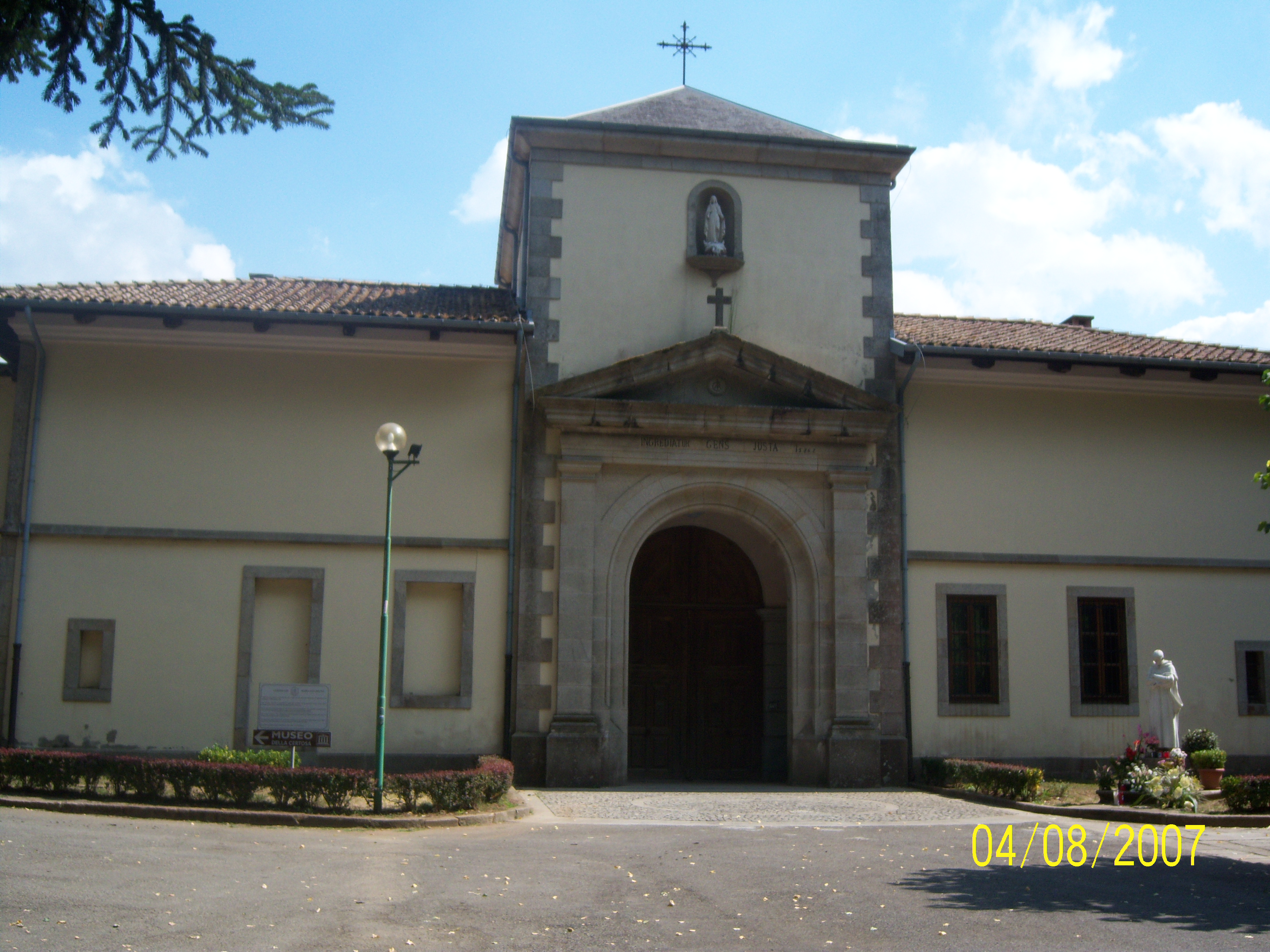
Cartuja de la Sierra de San Bruno

La arquidiócesis tiene como sufragáneas a la arquidiócesis de Crotona-Santa Severina y a la diócesis de Lamezia Terme.
En 2023 en la arquidiócesis existían 122 parroquias agrupadas en 10 vicarías: Catanzaro centro, Catanzaro nord, Catanzaro ovest, Catanzaro sud, Squillace, Chiaravalle centrale, Gimigliano-Taverna, Serra San Bruno, Sersale y Soverato.

## Historia
La arquidiócesis actual es el resultado de la unión de dos sedes episcopales preexistentes, Squillace y Catanzaro, establecida en 1986.

### Diócesis de Squillace
La diócesis de Squillace se encuentra entre las más antiguas del sur de Italia. La tradición remonta su nacimiento a la época apostólica: el primer obispo habría sido Giovanni, ordenado por el primer obispo de Reggio Esteban de Nicea, o Fantino, discípulo del papa Lino, sucesor de san Pedro. Históricamente, el primer obispo cuyo nombre se conoce es Gaudencio, quien firmó las actas del sínodo romano convocado por el papa Hilario en el año 465.
A finales del siglo V la diócesis se vio implicada en dos crímenes sensacionales. De hecho, de las cartas del papa Gelasio I se desprende que entre 494 y 496 dos obispos fueron asesinados; en los hechos estuvieron involucrados algunos eclesiásticos, un sacerdote llamado Celestino y un arcediano llamado Asello, quien aprovechó para ser elegido obispo. Los obispos de las diócesis vecinas recibieron instrucciones del pontífice de imponer las sanciones eclesiásticas necesarias y destituir al usurpador.
En el siglo VI nacieron en Squillace las primeras instituciones monásticas occidentales gracias a Casiodoro que, entre 540 y 550, hizo construir una ermita y un monasterio, el "castellense" y el "vivariense". En este mismo período, el obispo Zaqueo apoyó valientemente al papa Vigilio en Constantinopla contra la violencia de Justiniano, demostrando entre otras cosas la comunión de la Iglesia de Squillace con la de Roma.
La diócesis de Squillace, como todas las del sur de Italia y Sicilia, siguió dependiendo espiritualmente de Roma incluso después de la inclusión de estas regiones en el Imperio bizantino con la Pragmática Sanción de 554. Sin embargo, alrededor del año 732, León III el Isaurio las separó de Roma y las sometió el patriarcado de Constantinopla. En la Notitia Episcopatuum de León VI el Sabio, que data de principios del siglo X, la diócesis de Squillace está incluida entre las de rito griego sufragáneas de la arquidiócesis de Reggio.
De los tres siglos en los que Squillace fue diócesis griega casi no hay documentos y se ignora los nombres de los obispos, a excepción de Demetrio, que firmó, junto con otros cuatro obispos de Calabria, las actas del Concilio de Constantinopla contra Focio en 869-870. Sin embargo, en el mismo período la diócesis de Squillace se enriqueció con la presencia de monjes basilianos que crearon un extraordinario florecimiento de monasterios, incluido el de San Giovanni Theristis en Bivongi. La tradición sitúa en la misma época la llegada de las reliquias de san Agacio, patrono de la diócesis, y de san Gregorio Taumaturgo, patrono de Stalettì.
Squillace fue gobernada por el último obispo de rito griego, Teodoro Mesymerio, todavía treinta años después de la conquista normanda de Calabria, tras la cual se restableció el rito latino y la sumisión a la jurisdicción de Roma. Sin embargo, la latinización se produjo lentamente. El primer obispo de rito latino fue Giovanni de Niceforo, deán de la diócesis de Mileto (1096). En el acta de constitución de 1096, la diócesis de Squillace, cuyos límites fueron fijados por Roger por los ríos Alarum y Crocleam, estaba compuesta por las siguientes localidades: Squillace, Taverna, Stilo, Antistilo, Santa Caterina dello Ionio, Badolato, Satriano, Castel di Cuccolo, Castel di Mainardo, Meta di Lomata, Rocca di Catenziaro, Tiriolo, Catenziaro, Salìa, Barbaro, Simmiri y varias aldeas.
Inicialmente la diócesis de Squillace fue puesta bajo el sometimiento inmediato de la Santa Sede, como lo documentan las bulas del papa Urbano II (1096) y del papa Pascual II (1110). Pero ya en 1165 el papa Alejandro III sometió a Squillace a la provincia eclesiástica de la arquidiócesis de Reggio.
La serie de obispos de Squillace fue ininterrumpida, salvo un breve período de vacancia debido a la hostilidad de Federico II de Suabia que usurpó la diócesis en 1236. Después de la muerte del emperador (1250), el papa Inocencio IV no confirmó el canon de Reggio en Benvenuto, y el 6 de octubre de 1254 trasladó al obispo de Martirano, el cisterciense Tommaso, a Squillace.
En época angevina y aragonesa, los obispos intentaron en vano recuperar la jurisdicción espiritual sobre las localidades de Montauro, Gasperina, Arunco y Bivongi, que, desde su fundación por san Bruno de Colonia en tiempos de Teodoro Mesimero, pertenecían a la Cartuja de Sierra.
La era tridentina está marcada por la labor del obispo y cardenal Guglielmo Sirleto, consultor científico de los legados papales en el Concilio de Trento. Llegado a Squillace en 1568, fue el primero en realizar la visita pastoral a la diócesis y dio un impulso decisivo a la obra del seminario episcopal, erigido ya en 1565. La labor de reforma de la diócesis fue continuada por sus sobrinos, los obispos Marcello, Tommaso y Fabrizio Sirleto.
Hacia finales del siglo XVI el territorio de la diócesis de Squillace fue escenario de numerosos episodios de protesta religiosa y/o política, el más conocido de los cuales fue la llamada "conspiración" de Tommaso Campanella en 1599. Un testimonio indirecto es el nombramiento como obispo de Squillace, ocurrido el 13 de agosto de 1601, del vicario general de los dominicos Paolo Isaresi della Mirandola, después de una serie de obispos pertenecientes a la familia Sirleto.
La centenaria disputa con los cartujos de Sierra San Bruno se resolvió mediante acontecimientos políticos de la primera mitad del siglo XIX. De hecho, en época napoleónica, la cartuja fue suprimida por Joaquín Murat en 1807. Ya al año siguiente Montauro y Gasperina fueron anexados a la diócesis de Squillace. La misma suerte corrieron en 1852 las localidades de Serra, Spadola, Bivongi, Nardodipace, Mongiana, Focà.
El obispo Raffaele Antonio Morisciano, que participó en el Concilio Vaticano I, convocó el último sínodo diocesano de la diócesis de Squillace en junio de 1889.

### Diócesis de Catanzaro
La diócesis de Catanzaro fue erigida por el papa Calixto II en 1121, obteniendo el territorio de la diócesis de Squillace. Según la Chronica Trium Tabernarum, la sede original de la diócesis habría sido la localidad de Tres Tabernae de donde los obispos, tras el saqueo de los sarracenos, huyeron para refugiarse en Catanzaro. El obispo Pietro de Squillace se opuso en vano a la erección de la diócesis. Pasaron a la nueva diócesis los territorios de Taverna, Rocca Falluca, Tiriolo, Sellillace, Catanzaro. Como Squillace, Catanzaro estuvo inmediatamente sujeta a la Santa Sede y luego se convirtió en sufragáneo de la arquidiócesis de Reggio como documenta el Liber Censuum de la Iglesia romana.
En 1567 se estableció oficialmente el seminario diocesano, que debía velar por la formación de sacerdotes, tarea que anteriormente había sido realizada por el colegio de los jesuitas. Sin embargo, la falta de fondos impidió que el seminario funcionara sin problemas. El obispo Orazi impuso impuestos a toda la diócesis para cubrir las necesidades del seminario y en 1594 logró restablecerlo, pero después de su muerte las puertas del seminario se cerraron nuevamente. A mediados del siglo XVII se intentó con éxito limitado colaborar con el colegio de los jesuitas. En la primera mitad del siglo XVIII se hicieron nuevos intentos y durante algunos años hubo cursos escolares, pero el seminario experimentó largos momentos de cierre: cerrado en 1750, reabierto tres años, pero luego cerrado de nuevo antes de reabrir en 1769. En 1833 el obispo Matteo Franco proporcionó al seminario una ubicación más amplia.
A raíz de los decretos de reforma del Concilio de Trento se iniciaron también en Catanzaro las visitas pastorales a la diócesis, aunque no con la frecuencia anual prevista por el Concilio, y a pesar de que en algunos casos los obispos delegaron la visita en los vicarios foráneos. Había que combatir muchos abusos, especialmente el de los llamados "diáconos salvajes", es decir, laicos que gozaban de privilegios eclesiásticos y estaban muy extendidos en todo el territorio diocesano. Mucho más tarde que otras diócesis de Calabria, el primer sínodo diocesano se celebró durante el episcopado de Carlo Sgombrino en 1677; el segundo sínodo no tendrá lugar hasta 1783. En 1704 se aprobaron y publicaron los nuevos estatutos y constituciones del cabildo catedralicio, poniendo fin a décadas de diatribas y disputas sobre los derechos y deberes de los canónigos.
El devastador terremoto de 1783, además de causar miles de muertos, tuvo como resultado la creación, deseada por el rey Fernando I de las Dos Sicilias, de la Cassa Sacra, que «tenía como finalidad la confiscación de las propiedades eclesiásticas calabresas y de las rentas para utilizarlas con los fines de reconstrucción tras los daños causados por el terremoto... A pesar de las buenas intenciones, la Cassa Sacra no tuvo los efectos deseados, lo que llevó a una mayor concentración de propiedades en manos de los ricos y, en cualquier caso, contribuyó sólo en parte a las necesidades de reconstrucción". Este organismo vio personalmente implicada a la diócesis de Catanzaro, ya que su obispo Salvatore Spinelli (1779-1792) fue llamado a presidir la junta de Cassa.
En 1912 se inauguró en Catanzaro el Pontificio Seminario Regional de San Pío X, fuertemente apoyado por el obispo Pietro di Maria. En 1933, durante el episcopado de Giovanni Fiorentini, se celebró en Catanzaro el congreso eucarístico regional.
El 5 de junio de 1927 la diócesis de Catanzaro fue disuelta de los vínculos que la vinculaban a la metrópoli de Reggio Calabria y fue elevada al rango de arquidiócesis, no metropolitana, con la bula Commissum supremo del papa Pío XI; y el mismo año se concedió el palio al arzobispo Giovanni Fiorentini.

### Sedes unidas
El 23 de diciembre de 1927 el arzobispo de Catanzaro, Giovanni Fiorentini, fue nombrado también obispo de Squillace, uniendo así in persona episcopi las dos diócesis. Con excepción de los años 1950-1956, las dos diócesis permanecieron unidas in persona episcopi hasta 1986.
El 30 de septiembre de 1986, con el decreto Instantibus votis de la Congregación para los Obispos, la arquidiócesis de Catanzaro y la diócesis de Squillace fueron unidas con la fórmula plena unione y el nuevo distrito eclesiástico tomó su nombre actual.
El 18 de noviembre de 1989 la arquidiócesis de Catanzaro-Squillace perdió 15 parroquias, casi todas pertenecientes a la antigua diócesis de Squillace y situadas en la provincia de Reggio Calabria, en las comunas de Stilo, Pazzano, Stignano, Placanica, Riace, Bivongi, Camini, Monasterace, y en las fracciones Campoli, Focà y Ursini de Caulonia, que fueron cedidas a la diócesis de Locri-Gerace mediante el decreto Ad uberius. Al mismo tiempo fueron asignadas 5 parroquias: dos de la misma diócesis de Locri-Gerace en la comuna de Fabrizia; y una de cada una de la arquidiócesis de Crotona-Santa Severina (Cuturella, fracción de Cropani), de la diócesis de Lamezia Terme (Castana, fracción de Carlopoli) y de la arquidiócesis de Cosenza-Bisignano (Panettieri).
El arzobispo Antonio Cantisani instituyó los museos diocesanos de arte sacro de Catanzaro (en 1984) y de Squillace (en 1997), que hoy constituyen un único centro museístico dividido en dos sedes, ubicadas en los respectivos palacios episcopales.
Con la bula Maiori Christifidelium del papa Juan Pablo II del 30 de enero de 2001, la arquidiócesis de Catanzaro-Squillace fue elevada al rango de sede metropolitana, teniendo como sufragáneas la arquidiócesis de Crotona-Santa Severina y la diócesis de Lamezia Terme.

## Estadísticas
Según el Anuario Pontificio 2024 la arquidiócesis tenía a fines de 2023 un total de 241 560 fieles bautizados.
| Año                                                                             | Población            | Población | Población      | Sacerdotes | Sacerdotes    | Sacerdotes    | Bautizados por sacerdote | Diáconos permanentes | Religiosos | Religiosos | Parroquias |
| Año                                                                             | Bautizados católicos | Total     | % de católicos | Total      | Clero secular | Clero regular | Bautizados por sacerdote | Diáconos permanentes | Varones    | Mujeres    | Parroquias |
| ------------------------------------------------------------------------------- | -------------------- | --------- | -------------- | ---------- | ------------- | ------------- | ------------------------ | -------------------- | ---------- | ---------- | ---------- |
| Diócesis de Squillace                                                           |                      |           |                |            |               |               |                          |                      |            |            |            |
| 1950                                                                            | 124 330              | 124 452   | 99.9           | 146        | 122           | 24            | 851                      |                      | 32         | 64         | 61         |
| 1970                                                                            | 133 804              | 134 031   | 99.8           | 142        | 93            | 49            | 942                      |                      | 59         | 156        | 65         |
| 1980                                                                            | 118 500              | 122 500   | 96.7           | 128        | 83            | 45            | 925                      |                      | 55         | 150        | 69         |
| Arquidiócesis de Catanzaro                                                      |                      |           |                |            |               |               |                          |                      |            |            |            |
| 1950                                                                            | 95 750               | 95 956    | 99.8           | 77         | 62            | 15            | 1243                     |                      | 21         | 130        | 46         |
| 1959                                                                            | 110 500              | 111 500   | 99.1           | 85         | 64            | 21            | 1300                     |                      | 175        | 97         | 46         |
| 1969                                                                            | 139 476              | 139 755   | 99.8           | 93         | 66            | 27            | 1499                     |                      | 34         | 201        | 45         |
| 1980                                                                            | 135 700              | 139 300   | 97.4           | 110        | 73            | 37            | 1233                     |                      | 43         | 204        | 56         |
| Arquidiócesis de Catanzaro-Squillace                                            |                      |           |                |            |               |               |                          |                      |            |            |            |
| 1990                                                                            | 270 000              | 274 500   | 98.4           | 186        | 125           | 61            | 1451                     | 5                    | 122        | 255        | 128        |
| 1999                                                                            | 244 557              | 248 067   | 98.6           | 182        | 124           | 58            | 1343                     | 16                   | 86         | 205        | 120        |
| 2000                                                                            | 242 246              | 246 426   | 98.3           | 178        | 126           | 52            | 1360                     | 19                   | 77         | 205        | 121        |
| 2001                                                                            | 245 313              | 249 426   | 98.4           | 195        | 135           | 60            | 1258                     | 19                   | 85         | 205        | 121        |
| 2002                                                                            | 245 326              | 249 426   | 98.4           | 191        | 139           | 52            | 1284                     | 19                   | 78         | 193        | 122        |
| 2003                                                                            | 245 326              | 249 426   | 98.4           | 192        | 140           | 52            | 1277                     | 19                   | 77         | 208        | 122        |
| 2004                                                                            | 245 326              | 249 426   | 98.4           | 191        | 136           | 55            | 1284                     | 18                   | 82         | 196        | 122        |
| 2006                                                                            | 199 000              | 237 000   | 84.0           | 193        | 139           | 54            | 1031                     | 19                   | 77         | 179        | 122        |
| 2013                                                                            | 250 900              | 255 807   | 98.1           | 171        | 140           | 31            | 1467                     | 25                   | 48         | 150        | 136        |
| 2016                                                                            | 235 000              | 258 000   | 91.1           | 202        | 164           | 38            | 1163                     | 26                   | 57         | 122        | 136        |
| 2019                                                                            | 247 817              | 248 817   | 99.6           | 132        | 131           | 1             | 1877                     | 25                   | 24         | 122        | 123        |
| 2021                                                                            | 245 160              | 246 160   | 99.6           | 130        | 129           | 1             | 1885                     | 25                   | 24         | 100        | 123        |
| 2023                                                                            | 241 560              | 242 550   | 99.6           | 190        | 147           | 43            | 1271                     | 22                   | 71         | 66         | 122        |
| Fuente: Catholic-Hierarchy, que a su vez toma los datos del Anuario Pontificio. |                      |           |                |            |               |               |                          |                      |            |            |            |

## Episcopologio

### Obispos de Squillace
- Gaudenzio † (mencionado en 465)
- Zaccheo † (antes de 551-después de 553)[nota 2]
- Giovanni Lissitanus † (592-después de 603)[nota 3]
- Agostino † (mencionado en 649)[nota 4]
- Paolo † (mencionado en 680)[nota 5]
- Demetrio † (antes de 869-después de 870)
- Teodoro Mesymerio † (antes de 1091[24]-1096 falleció)[nota 6]
- Giovanni de Niceforo † (septiembre-diciembre de 1096[25]-11 de marzo de 1098 falleció)
- Pietro † (1 de marzo de 1110-inicio de 1123 nombrado arzobispo de Palermo)[nota 7]
- Donato † (mencionado en 1132)[nota 8]
- Drogo † (mencionado en 1140)
- Celsio[nota 9] † (mencionado en 1145)[nota 10]
- Ugo de Racaneto † (antes de 1196-después de 1198)[26]
- Aimerico † (antes de 1207-después de 1211)[26]
- Anónimo † (mencionado en 1215)[26]
  - R. † (5 de septiembre de 1217-?) (obispo electo)[26][nota 11]
- Nicola † (antes de septiembre de 1218-después de febrero de 1222)[26]
- R. † (antes de julio de 1231-9 de diciembre de 1234 nombrado arzobispo de Reggio Calabria)[26]
  - R. (Rainaldo) † (9 de diciembre de 1234-después de septiembre de 1235) (administrador apostólico)[26][nota 12]
- Benvenuto † (antes de febrero de 1240-6 de agosto de 1254 depuesto)[26][nota 13]
- Tommaso, O.Cist. † (6 de octubre de 1254-después de mayo de 1263)[26]
- Anónimo † (mencionado el 4 de septiembre de 1266)[26]
- Riccardo † (11 de octubre de 1266-1272[nota 14] falleció)[26]
  - Sede vacante (1272-1273)[26]
- Filippo † (antes de noviembre de 1274-después de febrero de 1286)[26][nota 15]
- Giordano † (?-1344 falleció)
- Nicola de Teramo † (12 de diciembre de 1345-4 de septiembre de 1349 nombrado obispo de Melfi)
- Giovanni de Rocca † (4 de septiembre de 1349-1369 falleció)
- Matteo Scaleato, O.Carm. † (17 de diciembre de 1369-? falleció)
- Antonio † (mencionado en 1381)[nota 16]
- Filippo Crispo, O.S.A. † (?-9 de marzo de 1392 nombrado arzobispo de Mesina)
- Andrea † (26 de septiembre de 1392-1402 nombrado obispo de Isernia)
- Roberto de Basilio † (18 de agosto de 1402-13 de febrero de 1413 nombrado obispo de Belcastro)
- Leone Calojero † (13 de febrero de 1413-1417 falleció)
- Francesco de Arceriis † (26 de enero de 1418-1476 falleció)
- Francesco de Cajeta † (13 de marzo de 1477-1480 falleció)
- Vincenzo Galeota † (30 de enero de 1482-1 de diciembre de 1520 renunció)[nota 17]
- Simone de Galeotis † (1 de diciembre de 1520 por sucesión-1539 falleció)
- Enrique de Borja y Aragón † (17 de diciembre de 1539-16 de septiembre de 1540 falleció)
- Enrique de Villalobos Xeres † (5 de noviembre de 1540-1554 falleció)
- Alfonso de Villalobos Xeres † (1554 por sucesión-1568 renunció)
- Guglielmo Sirleto † (27 de febrero de 1568-29 de mayo de 1573 renunció)
- Marcello Sirleto † (29 de mayo de 1573-1594 falleció)
- Tommaso Sirleto † (5 de septiembre de 1594-1601 falleció)
- Paolo Isaresi della Mirandola O.P. † (13 de agosto de 1601-1602 falleció)
- Fabrizio Sirleto † (7 de abril de 1603-1 de abril de 1635 falleció)
- Lodovico Saffiro † (17 de septiembre de 1635-noviembre de 1635 falleció)
- Giuseppe della Corgna, O.P. † (22 de septiembre de 1636-20 de marzo de 1656 nombrado obispo de Orvieto)
- Rodolfo Dulcino † (12 de marzo de 1657-1664 falleció)
- Francesco Tirotta o Tilotta[27] † (13 de abril de 1665-27 de enero de 1676 falleció)
- Paolo Filocamo † (27 de abril de 1676-14 de septiembre de 1687 falleció)
- Alfonso de Aloysio † (31 de mayo de 1688-mayo de 1694 falleció)
- Gennaro Crispino † (19 de julio de 1694-septiembre de 1697 falleció)
- Fortunato Durante † (20 de noviembre de 1697-23 de noviembre de 1714 falleció)
  - Sede vacante (1714-1718)
- Marcantonio Attaffi † (11 de febrero de 1718-agosto de 1733 falleció)
- Nicola Michele Abati † (28 de septiembre de 1733-circa 1748 falleció)
- Francesco Saverio Maria Queraldi † (6 de mayo de 1748-11 de noviembre de 1762 falleció)
- Diego Genovesi † (21 de marzo de 1763-26 de mayo de 1778 falleció)
- Nicola Notaris † (20 de julio de 1778-8 de julio de 1802 falleció)
  - Sede vacante (1802-1818)
- Nicola Antonio Montiglia † (25 de mayo de 1818-27 de septiembre de 1824 nombrado obispo de Nicotera y Tropea)
- Andrea Maria Rispoli, C.SS.R. † (13 de marzo de 1826-18 de septiembre de 1839 falleció)
  - Sede vacante (1839-1842)
- Concezio Pasquini, O.F.M. † (22 de julio de 1842-21 de diciembre de 1857 nombrado obispo de Ariano)
- Raffaele Antonio Morisciano † (27 de septiembre de 1858-1 de septiembre de 1909 falleció)
- Eugenio Tosi, O.SS.C.A. † (5 de abril de 1911-22 de marzo de 1917 nombrado obispo de Andría)
- Giorgio Giovanni Elli † (23 de febrero de 1918-10 de febrero de 1920 falleció)
- Antonio Melomo † (17 de marzo de 1922-7 de febrero de 1927 nombrado obispo de Monopoli)
- Giovanni Fiorentini † (23 de diciembre de 1927-16 de junio de 1950 renunció)
- Armando Fares † (16 de junio de 1950-31 de julio de 1980 retirado)[nota 18]
- Antonio Cantisani † (31 de julio de 1980-30 de septiembre de 1986 nombrado arzobispo de Catanzaro-Squillace)

### Obispos y arzobispos de Catanzaro
- Norberto † (mencionado en 1152)[nota 19]
- Roberto I † (mencionado en 1167)[nota 20]
- Basuino † (antes de 1200-después de 1210 nombrado obispo de Aversa[nota 21])[28]
- Roberto II † (antes de 1217-después de 1222)[28]
- Anónimos † (mencionados en 1233, 1241 y 1243)[28]
  - Fortunato, O.F.M. † (21 de abril de 1251-después de abril de 1252 falleció) (obispo electo)[28]
- Giacomo I † (21 de agosto de 1252-circa 1266 renunció)[28]
  - Sede vacante (circa 1266-1274)[28][nota 22]
- Gabriele † (antes de diciembre de 1274-después de julio de 1280)[28]
- Roberto III †
- Giacomo II † (18 de diciembre de 1299-? falleció)
- Venuto da Nicastro, O.F.M. † (1305-circa 1342 falleció)
- Pietro Salamia, O.P. † (27 de octubre de 1343-1368 falleció)
- Nicola Andrea † (18 de febrero de 1368-1369 falleció)
- Alfonso o Arnulfo † (27 de abril de 1369-1398 falleció)
- Tommaso † (6 de diciembre de 1398-1421 falleció)
- Pietro Amuloya † (7 de abril de 1421-1435 falleció)
- Antonio dal Cirò, O.F.M. † (26 de octubre de 1435-1439 falleció)
- Nicola Palmerio, O.E.S.A. † (21 de diciembre de 1440-1448 renunció)
- Riccardo † (5 de junio de 1448-1450 falleció)
- Palamide, C.R.S.A. † (23 de enero de 1450-1467 falleció)
- Giovanni Geraldini d'Amelia † (24 de marzo de 1467-1488 falleció)
- Stefano de Gotifredis † (9 de enero de 1489-1505 falleció)
- Evangelista Tornefranza † (27 de abril de 1509-1523 falleció)
- Antonio De Paola † (24 de julio de 1523-1529 renunció)
- Girolamo De Paola † (9 de mayo de 1530-1530 falleció)
- Angelo Geraldini † (6 de marzo de 1532-15 de mayo de 1536 renunció)
  - Alessandro Cesarini † (15 de mayo de 1536-18 de agosto de 1536 renunció) (administrador apostólico)
- Sforza Geraldini d'Amelia † (18 de agosto de 1536-28 de febrero de 1550 falleció)
- Ascanio Geronimo Geraldini d'Amelia † (19 de marzo de 1550-1569 falleció)
- Angelo Oraboni, O.F.M.Obs. † (12 de abril de 1570-17 de marzo de 1572 nombrado arzobispo de Trani)
- Ottavio Moriconi † (4 de julio de 1572-1582 falleció)
- Nicolò Orazi † (31 de enero de 1582-11 de julio de 1607 falleció)
- Giuseppe Piscuglio, O.F.M.Conv. † (17 de septiembre de 1607-1618 falleció)
- Fabrizio Caracciolo Pisquizi † (7 de enero de 1619-1629 renunció)
- Luca Castellini, O.P. † (19 de noviembre de 1629-enero de 1631 falleció)
  - Sede vacante (1631-1633)
- Consalvo Caputo † (8 de agosto de 1633-19 de noviembre de 1645 falleció)
- Fabio Olivadisi † (16 de julio de 1646-10 de noviembre de 1656 falleció)
- Filippo Visconti, O.E.S.A. † (23 de abril de 1657-1664 falleció)
- Agazio di Somma † (28 de abril de 1664-1 de octubre de 1671 falleció)
- Carlo Sgombrino † (8 de febrero de 1672-octubre de 1686 falleció)
- Francesco Gori † (7 de julio de 1687-4 de octubre de 1706 nombrado obispo de Sessa Aurunca)
- Giovanni Matteo Vitelloni † (11 de abril de 1707-julio de 1710 falleció)
  - Sede vacante (1710-1714)
- Emanuele Spinelli d'Acquaro, C.R. † (17 de septiembre de 1714-septiembre de 1727 falleció)
- Domenico Rosso, O.S.B.Coel. † (1 de octubre de 1727-26 de septiembre de 1735 nombrado obispo de Melfi y Rapolla)
- Giovanni Romano † (26 de septiembre de 1735-6 de enero de 1736 falleció)
- Ottavio da Pozzo † (9 de julio de 1736-6 de enero de 1751 falleció)
- Fabio Troyli † (1 de febrero de 1751-1 de agosto de 1762 falleció)
- Antonio De Cumis † (24 de enero de 1763-3 de septiembre de 1778 falleció)
- Salvatore Spinelli, O.S.B. † (12 de julio de 1779-26 de marzo de 1792 nombrado obispo de Lecce)
- Giambattista Marchese † (26 de marzo de 1792-22 de diciembre de 1802 falleció)
  - Sede vacante (1802-1805)
- Giovanni Francesco d'AlessAndría † (26 de junio de 1805-15 de enero de 1818 falleció)
- Michele Basilio Clary, O.S.B.I. † (25 de mayo de 1818-17 de noviembre de 1823 nombrado arzobispo de Bari)
- Emanuele Bellorado, O.P. † (24 de mayo de 1824-28 de enero de 1828 nombrado arzobispo de Reggio Calabria)
- Matteo Franco † (18 de mayo de 1829-27 de agosto de 1851 falleció)
- Raffaele de Franco † (18 de marzo de 1852-23 de agosto de 1883 falleció)
- Bernardo Antonio De Riso, O.S.B. † (23 de agosto de 1883 por sucesión-28 de mayo de 1900 falleció)
- Luigi Finoja † (2 de junio de 1900-6 de diciembre de 1906 renunció[nota 23])
- Pietro di Maria † (6 de diciembre de 1906-11 de junio de 1918 nombrado delegado apostólico en Canadá[nota 24])
- Giovanni Fiorentini † (25 de septiembre de 1919-20 de enero de 1956 falleció)
- Armando Fares † (20 de enero de 1956 por sucesión-1980 retirado)
- Antonio Cantisani † (31 de julio de 1980-30 de septiembre de 1986 nombrado arzobispo de Catanzaro-Squillace)

### Arzobispos de Catanzaro-Squillace
- Antonio Cantisani † (30 de septiembre de 1986-31 de enero de 2003 retirado)
- Antonio Ciliberti † (31 de enero de 2003-25 de marzo de 2011 retirado)
- Vincenzo Bertolone, S.d.P. (25 de marzo de 2011-15 de septiembre de 2021 renunció)[nota 25]
- Claudio Maniago, desde el 29 de noviembre de 2021

### Para Catanzaro
- (en latín) Ferdinando Ughelli, Italia sacra, vol. IX, segunda edición, Venecia, 1721, col. 355-380
- (en latín) Paul Fridolin Kehr, Italia Pontificia, X, Berlín, 1975, pp. 76-84
- (en alemán) Norbert Kamp, Kirche und Monarchie im staufischen Königreich Sizilien, vol 2, Prosopographische Grundlegung: Bistümer und Bischöfe des Königreichs 1194 - 1266; Apulien und Kalabrien, Múnich, 1975, pp. 949-954
- (en italiano) Domenico Taccone-Gallucci, Regesti dei Romani Pontefici per le chiese della Calabria, Roma, 1902, pp. 406-408
- (en italiano) Catanzaro, en Vincenzio D'Avino, Cenni storici sulle chiese arcivescovili, vescovili, e prelatizie (nullius) del regno delle due Sicilie, Nápoles, 1848, pp. 183-185
- (en italiano) Gaetano Moroni, v. Catanzaro, en Dizionario di erudizione storico-ecclesiastica, Venecia, 1841, vol. X, p. 241
- (en italiano) Giuseppe Cappelletti, Le chiese d'Italia della loro origine sino ai nostri giorni, vol. XXI, Venecia, 1870, pp. 181-186
- (en italiano) Luigi De Siena, I Geraldini e la Calabria, en Rivista Storica Calabrese, 1987
- (en latín) Pius Bonifacius Gams, Series episcoporum Ecclesiae Catholicae, Graz, 1957, p. 874
- (en latín) Konrad Eubel, Hierarchia Catholica Medii Aevi, vol. 1, pp. 174-175; vol. 2, p. 121; vol. 3, p. 158; vol. 4, p. 141; vol. 5, pp. 149-150; vol. 6, p. 155

### Para Squillace
- (en latín) Ferdinando Ughelli, Italia sacra, vol. IX, segunda edición, Venecia, 1721, col. 422-448
- (en italiano) Francesco Lanzoni, Le diocesi d'Italia dalle origini al principio del secolo VII (an. 604), vol. I, Faenza, 1927, pp. 340-341
- (en latín) Paul Fridolin Kehr, Italia Pontificia, X, Berlín, 1975, pp. 55-75
- (en alemán) Norbert Kamp, Kirche und Monarchie im staufischen Königreich Sizilien, vol 2, Prosopographische Grundlegung: Bistümer und Bischöfe des Königreichs 1194 - 1266; Apulien und Kalabrien, Múnich, 1975, pp. 984-995
- (en italiano) Domenico Taccone-Gallucci, Regesti dei Romani Pontefici per le chiese della Calabria, Roma, 1902, pp. 418-421
- (en italiano) Squillace, en Vincenzio D'Avino, Cenni storici sulle chiese arcivescovili, vescovili, e prelatizie (nullius) del regno delle due Sicilie, Nápoles, 1848, pp.  652-656
- (en italiano) Gaetano Moroni, v. Squillace, en Dizionario di erudizione storico-ecclesiastica, Venecia, 1854, vol. LXIX, pp. 167-171
- (en italiano) Giuseppe Cappelletti, Le chiese d'Italia della loro origine sino ai nostri giorni, vol. XXI, Venecia, 1870, pp. 227-236
- (en latín) Pius Bonifacius Gams, Series episcoporum Ecclesiae Catholicae, Graz, 1957, p. 927
- (en latín) Konrad Eubel, Hierarchia Catholica Medii Aevi, vol. 1, pp. 461-462; vol. 2, p. 241; vol. 3, p. 303; vol. 4, p. 321; vol. 5, pp. 362-363; vol. 6, p. 386